# 矢澤亜希子
矢澤 亜希子（やざわ あきこ、1980年11月19日 - ）は、日本のプロバックギャモンプレイヤー。
日本人3人目の世界チャンピオン。世界のトーナメントを転戦し、数多くの優勝および入賞を果たしている。
2014年および2018年の世界選手権（モナコ公国・モンテカルロ）のメイン種目で優勝し、日本人初、女性では世界初となる2度目の世界チャンピオンとなった。
2013年には17位にランクインし、女性として初めて「バックギャモンジャイアンツ」（世界ランキング32位までのプレイヤーに対する尊称）となる。2019年時点の世界ランキングは6位（2019年版）。

## 来歴
- 2001年 - 明治学院大学在学中に、スキューバダイビングのために訪れたエジプトでバックギャモンに出会う[2]。
- 2003年11月 - ラスベガスオープンの初級クラスに参加し準優勝を果たす。初めての大会参加が海外のメジャートーナメントであった[2]。
- 2004年12月 - 日本5大タイトルの1つである盤聖タイトルを獲得[2]。女性初の日本タイトルを獲得し話題を集める。
- 2005年3月 - デンマークにて開催されたノルディックワードオープンに参加し、後に世界チャンピオンとなる鈴木琢光とペアを組んで参加したダブルスで優勝。
- 2012年4月 - 欧州選手権（オーストリア・ベルデン）では、1大会で5種目（ウォームアップ、ダブルス、レディース、スーパージャックポット、ラストチャンス）の決勝進出という世界記録を達成する[2]。
- 2012年7月 - 世界選手権（モナコ公国・モンテカルロ）のスーパージャックポットで優勝する[2]。このころから世界最強の女性プレイヤーと呼ばれ始める[2]。同年10月の日本選手権ではメイントーナメント準優勝およびスーパージャックポット優勝を果たす[2]。
- 2013年1月 - 子宮体癌で卵巣、卵管、子宮を全摘出し術後の治療中にドクターストップを振り切って渡米し、テキサスバックギャモンチャンピオンシップのDual-Duelで優勝[2]。Dual-Duelは、ゲームの勝敗と解析ソフトによる手筋の評価（パフォーマンスレーティング）とを勝敗に取り入れた大会形式であり、サイコロの出目による運の要素を少なくし実力がより反映される。
- 2013年8月 - 世界選手権（モナコ公国・モンテカルロ）のスーパージャックポットに優勝し、同タイトル史上初の連覇を達成する[2]。抗がん剤治療中の大会出場であった[5]。
- 2014年8月 - 世界選手権（モナコ公国・モンテカルロ）のメイン種目で優勝し、日本人として3人目（国籍の関係なく、女性としては初）の世界チャンピオンとなる。3連覇のかかったスーパージャックポットは、メイン種目を勝ち進んだことにより棄権した[2]。
- 2018年8月 - 世界選手権(モナコ公国・モンテカルロ)のメイン種目で優勝し、日本人初、そして国籍に関係なく女性初となる2度目の世界チャンピオンとなった[3]。

## 人物・エピソード
- バックギャモンとの出会いは、学生時代にスキューバダイビング旅行のために訪れたエジプトである[2]。
- 子供の頃の夢は、宇宙飛行士、ノーベル賞化学者、映画監督になること[6]。
- 「体調不良を理由に何もしないわけにはいかない」という信念のもとに、がん発覚後も治療の合間を縫って、テキサスとモンテカルロの大会に出場し、両大会で優勝を果たす[7]。
- 抗がん剤治療の副作用による頭髪脱毛のため、2013-2014年はヘアウィッグを着用して海外大会を転戦していたが、海外においては最先端のファッションとして高評価を受け、たびたび雑誌等に写真紹介された[8]。
- 2014年に世界選手権およびラスベガスオープン、2015年にラスベガスオープンと、128人以上のトーナメントを短期間で3回優勝[2]。
- 2018年7月23日に放映されたテレビ朝日系の番組「激レアさんを連れてきた。」にて、3月にがん寛解の目安となる5年を経過し、予後も良好であると担当医から告げられたことを明かした[9]。その際に、夫がお祝いとして食事に連れ出したが、本人は「何かに夢中になっており」手術から5年経過したことを、夫から指摘されるまで気づいていなかったという[10]。

## 達成した新記録
- 女性として日本タイトルを初めて獲得（2004年第11期盤聖戦優勝）[2]
- 同一大会で5種目決勝進出（2012年4月欧州選手権）[2]
- 世界選手権のスーパージャックポット連覇（2012年-2013年）[2]
- 女性初のバックギャモンジャイアンツに選出（2013年）[2]
- 日本人女性初の世界チャンピオン（2014年)[2]
- 同一年に2つのメジャータイトル優勝（2014年。世界選手権・ラスベガスオープン）[2]
- 国内同一タイトル獲得回数新記録（盤聖位・4回）[2]
- 日本人初かつ国籍関係なく女性初の世界選手権2回優勝。(2018年)[11]

## 主な大会戦績

### 日本国内
- 2004年 - 第十一期 盤聖戦 優勝[2]
- 2006年 - 名古屋オープン 優勝
- 2007年 - 第十四期 王位戦 優勝
- 2007年 - 12th JAPAN OPEN BACKGAMMON FESTIVAL TEAM EVENT 優勝
- 2009年 - 第十六期 盤聖戦 優勝
- 2012年 - 18th JAPAN BACKGAMMON OPEN SUPER JACKPOT　優勝
- 2012年 - 18th JAPAN BACKGAMMON OPEN 準優勝
- 2015年 - 第二十一期 盤聖戦 優勝
- 2016年 - 第二十二期 盤聖戦 優勝
- 2016年 - 22nd JAPAN BACKGAMMON OPEN SUPER JACKPOT　優勝

### 日本国外
- 2005年 - 17th NORDIC "WIDE" OPEN  CONSULTATION DOUBLES 優勝
- 2011年 - 4th CYPRUS BACKGAMMON OPEN  SUPER JACKPOT 優勝[2]
- 2012年 - 24th NORDIC BACKGAMMON OPEN  TEAM EVENT 優勝[2]
- 2012年 - 24th EUROPEAN BACKGAMMON CHAMPIONSHIP  LADIES TOURNAMENT 優勝
- 2012年 - 37th WORLD BACKGAMMON CHAMPIONSHIP SUPER JACKPOT優勝[2]
- 2012年 - Mind Sports Festival  Backgammon 優勝
- 2013年 - TEXAS BACKGAMMON CHAMPIONSHIPS DUAL-DUEL 優勝[2]
- 2013年 - 38th WORLD BACKGAMMON CHAMPIONSHIP SUPER JACKPOT優勝[2]
- 2014年 - 39th WORLD BACKGAMMON CHAMPIONSHIP 優勝[2]
- 2014年 - LAS VEGAS OPEN CHAMPIONSHIP 優勝
- 2015年 - 27th EUROPEAN BACKGAMMON CHAMPIONSHIP SUPER JACKPOT 優勝
- 2015年 - BACKGAMMON OLYMPIAD (Backgammon Giants Invitational) 優勝
- 2015年 - 40th WORLD BACKGAMMON CHAMPIONSHIPS DOUBLES 準優勝　(with Falafel Natanzon)
- 2015年 - 10th PORTUGUESE BACKGAMMON OPEN DOUBLES 優勝 (with Tuvya Felt)
- 2015年 - 2nd SIBENIK BACKGAMMON OPEN SUPER JACKPOT (PUNTA CHALLENGE) 優勝
- 2015年 - LAS VEGAS OPEN CHAMPIONSHIP 優勝
- 2015年 - LAS VEGAS OPEN SUPER JACKPOT 優勝
- 2016年 - 9th NEW YORK METRO OPEN USA vs THE WORLD 優勝 (with Tobias Hellwag, Michihito Kageyama, Thosmas Kristensen, Masayuki Mochizuki)
- 2016年 - 28th NORDIC OPEN BACKGAMMON DENMARK vs THE WORLD 優勝
- 2016年 - US OPEN BACKGAMMON CHAMPIONSHIPS DOUBLES 優勝 (with Cliff Papas)[11]
- 2016年 - UK BACKGAMMON OPEN INTERNATIONAL PLAYER OF THE YEAR 受賞[11]
- 2018年 - 43rd WORLD BACKGAMMON CHAMPIONSHIP 優勝[3]

## 出演
- Changeの瞬間 〜がんサバイバーストーリー〜 （2021年12月19日・26日、朝日放送ラジオ）[12]

## 書籍

### 著書
- がんとバックギャモン　～子宮体がん発症から世界３億人の頂点へ～（2021年12月17日、マイナビ出版、ISBN 978-4-8399-6917-2）